# C. Thomas Howell
Christopher Thomas Howell, accreditato come C. Thomas Howell (Los Angeles, 7 dicembre 1966) è un attore e regista statunitense.

## Biografia
Figlio di un cascatore, inizia la sua carriera in televisione come attore bambino all'età di quattro anni, quando era nel gruppo della serie Little People. Il suo primo ruolo al cinema, accreditato come Tom Howell, è in E.T. l'extra-terrestre (1982) di Steven Spielberg. 
Successivamente è protagonista del film I ragazzi della 56ª strada (1983) di Francis Ford Coppola, accanto ad attori quali Matt Dillon, Ralph Macchio, Patrick Swayze, Rob Lowe, Diane Lane, Emilio Estevez e Tom Cruise, interpretando il quattordicenne Ponyboy, sognatore patito di poesia e di cinema, in evidente antitesi con la gang dei balordi greasers di cui fa parte. Nel 1984 affianca Patrick Swayze in altri due film, Bulldozer di Randal Kleiser, dove è partner di Jamie Lee Curtis, e Alba rossa di John Milius.
Nel 1986 è il protagonista, assieme a Rutger Hauer, del thriller The Hitcher - La lunga strada della paura di Robert Harmon, ruolo ripreso nel sequel, uscito nel 2003. Sempre nel 1986 è protagonista della commedia Soul Man di Steve Miner, accanto a Rae Dawn Chong, con cui ha una relazione. Nel 1988 è il protagonista del suo unico film italiano, Il giovane Toscanini di Franco Zeffirelli, dove presta il volto al grande direttore d'orchestra Arturo Toscanini nei primi anni della sua carriera, recitando accanto a Elizabeth Taylor, Franco Nero e Philippe Noiret. Nel 1989 affianca Michael York, Oliver Reed e Frank Finlay ne Il ritorno dei tre moschettieri, per la regia di Richard Lester.
In televisione apparve in Two Marriages (1983) e Into the Homeland (1987), per poi diventare il protagonista di Kindred: The Embraced, serie televisiva del 1996 prodotta da Aaron Spelling. Prodotto film TV come Hope Ranch con Lorenzo Lamas e Protect and Serve (1992), realizzato dalla CBS. 
Nel 2004 interpretò il serial killer Kenneth Bianchi nel film Lo strangolatore. Nel 2006 fece una breve apparizione in due episodi della celebre serie televisiva 24, prodotta dalla Fox, nel ruolo di Barry Landes, fidanzato della dottoressa Kim Bauer interpretata da Elisha Cuthbert. Inoltre apparve in alcuni episodi della serie Criminal Minds, dove interpretò George Foyet, uno spietato serial killer. Nel 2011 apparve in un episodio di Castle nel ruolo del fondatore di una setta.

## Vita privata
In prime nozze fu sposato con l'attrice Rae Dawn Chong, apparsa fra gli altri in Commando con Arnold Schwarzenegger. Con lei interpretò la commedia Soul Man diretta da Steve Miner nel 1986. I due divorziarono nel 1990. Si sposò poi nuovamente nel 1992, questa volta con Sylvie Anderson, ed ebbe tre figli: Isabelle, Dashiell e Liam. I due divorziarono nel 2016. Attualmente l'attore ha una relazione con Brooke Langton.

## Curiosità
- La band dei Botch compose una canzone dal titolo C. Thomas Howell and the Soul Man, contenuta nell'album We Are The Romans.
- Howell era uno dei candidati alla parte di Marty McFly nella trilogia di Ritorno al futuro diretta da Robert Zemeckis. La parte, tra i candidati per la quale c'era anche Eric Stoltz, andò poi a Michael J. Fox.

## Filmografia parziale

### Cinema
- E.T. l'extra-terrestre (E.T. the Extra-Terrestrial), regia di Steven Spielberg (1982)
- I ragazzi della 56ª strada (The Outsiders), regia di Francis Ford Coppola (1983)
- Tank, regia di Marvin J. Chomsky (1984)
- Bulldozer (Grandview, U.S.A.), regia di Randal Kleiser (1984)
- Alba rossa (Red Dawn), regia di John Milius (1984)
- L'ammiratore segreto (Secret Admirer), regia di David Greenwalt (1985)
- Soul Man, regia di Steve Miner (1986)
- The Hitcher - La lunga strada della paura (The Hitcher), regia di Robert Harmon (1986)
- Il giovane Toscanini, regia di Franco Zeffirelli (1988)
- Il ritorno dei tre moschettieri (The Return of the Musketeers), regia di Richard Lester (1989)
- I re della spiaggia (Side Out), regia di Peter Israelson (1990)
- Kid - Ritorno all'inferno (Kid), regia di John Mark Robinson (1990)
- Calde notti d'estate (That Night), regia di Craig Bolotin (1992)
- Impulso omicida (Acting on Impulse), regia di Sam Irvin (1993)
- Pericolosamente (Treacherous), regia di Kevin Brodie (1993)
- Gettysburg, regia di Ronald F. Maxwell (1993)
- Conti in sospeso (Payback), regia di Anthony Hickox (1994)
- Alla fine del tunnel (Mad Dogs and Englishmen), regia di Henry Cole (1995)
- La legge dell'inganno (Laws of Deception), regia di Joey Travolta (1997)
- Una situazione difficile (Matter of Trust), regia di Joey Travolta (1997)
- Charades, regia di Stephen Eckelberry (1998)
- Qualcosa nel buio (Fatal Affair), regia di Marc S. Grenier (1999)
- Avalanche, regia di Steve Kroschel (1999)
- Net Games, regia di Andrew Van Slee (2003)
- Gods and Generals, regia di Ronald F. Maxwell (2003)
- The Hitcher II - Ti stavo aspettando... (The Hitcher II: I've Been Waiting), regia di Louis Morneau (2003)
- Lo strangolatore (The Hillside Strangler), regia di Chuck Parello (2004)
- L'assassino è tra di noi (A Killer Within), regia di Brad Keller (2004)
- The Lost Angel, regia di Dimitri Logothetis (2005)
- Glass Trap - Formiche assassine (Glass Trap), regia di Fred Olen Ray (2005)
- War of the Worlds - L'Invasione (War of the Worlds), regia di David Michael Latt (2005)
- War of the Worlds 2: The Next Wave, regia di C. Thomas Howell (2008)
- The Grind, regia di John Millea (2009)
- Cupid's Arrow, regia di Daniel Peterson (2010)
- Cross, regia di Patrick Durham (2011)
- The Amazing Spider-Man, regia di Marc Webb (2012)
- Escape, regia di Paul Emami (2012)
- Storm Rider - Correre per vincere (Storm Rider), regia di Craig Clyde (2013)
- LBJ, regia di Rob Reiner (2016)
- Deadman Standing, regia di Nicholas Barton (2018)
- Rich Boy, Rich Girl, regia di Judy San Roman e Andrew Damon Henriques (2018)
- Dauntless: La battaglia di Midway (The Battle of Midway), regia di Mike Phillips (2019)
- Reagan - Un presidente sotto i riflettori (Reagan), regia di Sean McNamara (2024)

### Televisione
- Favole e bugie (Tattle Tale), regia di Baz Taylor – film TV (1992)
- Dispositivo di sicurezza (Suspect Device), regia di Rick Jacobson – film TV (1995)
- Kindred: The Embraced – serie TV, 7 episodi (1996)
- Api assassine, regia di Penelope Buitenhuis – film TV (2002)
- Summerland – serie TV, episodi 1x03-2x11 (2004-2005)
- Poseidon - Il pericolo è già a bordo (The Poseidon Adventure), regia di John Putch – film TV (2005)
- E.R. - Medici in prima linea (ER) – serie TV, episodio 12x07 (2005)
- 24 – serie TV, episodi 5x12-5x13 (2006)
- Criminal Minds – serie TV, 6 episodi (2009-2020)
- Southland – serie TV, 27 episodi (2009-2013)
- Psych – serie TV, episodio 5x09 (2010)
- Chaos – serie TV, episodio 1x13 (2011)
- Torchwood – serie TV, episodio 4x04 (2011)
- The Glades – serie TV, episodio 2x08 (2011)
- Il gioco della vendetta (Home Invasion), regia di Doug Campbell – film TV (2012)
- Longmire – serie TV, episodio 1x03 (2012)
- Alphas – serie TV, episodio 2x02 (2012)
- Revolution – serie TV, episodio 1x02 (2012)
- Castle – serie TV, episodio 5x07 (2012)
- Hawaii Five-0 – serie TV, episodio 3x09 (2012)
- Sons of Anarchy – serie TV, episodio 6x02 (2013)
- Blue Bloods – serie TV, episodio 4x08 (2013)
- Il Natale di Belle (Christmas Belle), regia di Alex Wright – film TV (2013)
- Costretto al silenzio (An Amish Murder), regia di Stephen Gyllenhaal – film TV (2013)
- Grimm – serie TV, 5 episodi (2014)
- Un Magico Natale (A Magic Christmas), regia di R. Michael Givens – film TV (2014)
- Girlfriends' Guide to Divorce – serie TV, 4 episodi (2014-2015)
- Motive – serie TV, episodio 3x08 (2015)
- Stitchers – serie TV, 5 episodi (2015-2017)
- Sleepy Hollow – serie TV, episodio 3x01 (2015)
- Animal Kingdom – serie TV, 10 episodi (2016-2018)
- Il ritorno di un amore (Advance & Retreat), regia di Steven R. Monroe – film TV (2016)
- Outcast – serie TV, episodi 2x08-2x09-2x10 (2017)
- Ray Donovan – serie TV, 4 episodi (2017)
- SEAL Team – serie TV, 12 episodi (2017-2021)
- The Punisher – serie TV, episodi 1x01-1x02-1x03 (2017)
- The Blacklist – serie TV, episodi 5x12-5x15 (2018)
- The Good Cop – serie TV, episodio 1x09 (2018)
- MacGyver – serie TV, episodio 3x04 (2018)
- Dynasty – serie TV, episodi 2x01-2x02 (2018)
- The Walking Dead – serie TV, episodi 9x07-11x01-11x02 (2018-2021)
- Bosch – serie TV, 4 episodi (2019)
- The Terror – serie TV, 5 episodi (2019)
- Creepshow – serie TV, episodio 2x02 (2021)
- Obliterated - Una notte da panico (Obliterated) – serie TV, 8 episodi (2023)
- Will Trent – serie TV, episodio 2x02 (2024)
- 1923 – serie TV, episodi 2x03-2x04-2x05 (2025)

## Doppiatori italiani
Nelle versioni in italiano delle opere in cui ha recitato, C. Thomas Howell è stato doppiato da:
- Loris Loddi in Soul Man, Favole e bugie, Impulso omicida, Longmire, Motive
- Riccardo Rossi in Bulldozer, L'ammiratore segreto
- Sandro Acerbo in The Hitcher - La lunga strada della paura, Il ritorno dei tre moschettieri
- Vittorio Guerrieri in E.R. - Medici in prima linea, Il ritorno di un amore
- Stefano Benassi in Api assassine, The Terror
- Edoardo Nordio in Poseidon - Il pericolo è già a bordo, Castle
- Antonio Palumbo in Psych, Hawaii Five-0
- Massimo De Ambrosis in Cupid's Arrow, The Punisher
- Pasquale Anselmo in The Blacklist, Bosch
- Mario Cordova in Ray Donovan, SEAL Team
- Angelo Maggi in 24, Outcast
- Fabrizio Manfredi in I ragazzi della 56ª strada
- Marco Guadagno in Alba rossa
- Roberto Pedicini in Il giovane Toscanini
- Fabio Boccanera in Calde notti d'estate
- Massimo Rossi in La legge dell'inganno
- Marco Balzarotti in The Hitcher II - Ti stavo aspettando...
- Giorgio Locuratolo in Summerland
- Oreste Baldini in Criminal Minds
- Massimo Lodolo in Southland
- Franco Mannella in The Glades
- Davide Lepore in Blue Bloods
- Roberto Draghetti in Grimm
- Vittorio De Angelis in The Amazing Spider-Man
- Teo Bellia in Il Natale di Belle
- Mauro Gravina in Girlfriends' Guide to Divorce
- Luca Ward in Stitchers
- Raffaele Palmieri in Detective McLean
- Stefano Thermes in Animal Kingdom
- Sergio Lucchetti in MacGyver
- Gianni Giuliano in Dynasty
- Davide Marzi in The Good Cop
- Emilio Mauro Barchiesi in Old Dads
- Marco Mete in Obliterated - Una notte da panico
- Luca Dal Fabbro in Will Trent
- Danilo Bruni in Reagan - Un presidente sotto i riflettori

Da doppiatore è stato sostituito da:
- Francesco Mei in Injustice 2